# Robert Sterling Yard
Robert Sterling Yard (1 de fevereiro de 1861 — 17 de maio de 1945) foi um escritor, jornalista e ativista da vida selvagem americano. Nascido em Haverstraw, Nova Iorque, Yard se formou na Universidade de Princeton e passou os primeiros vinte anos de sua carreira no ramo de edição e publicação. Em 1915, ele foi recrutado por seu amigo Stephen Mather para ajudar a divulgar a necessidade de uma agência independente de parques nacionais. Suas numerosas publicações fizeram parte de um movimento que resultou em apoio legislativo para um Serviço Nacional de Parques (SNP) em 1916. Yard atuou como chefe do Comitê Educacional dos Parques Nacionais por vários anos após sua concepção, mas a tensão dentro do NPS o levou a se concentrar em iniciativas não governamentais. Tornou-se secretário executivo da National Parks Association em 1919.

## Morte e legado
Enquanto estava doente de pneumonia no final de sua vida, ele dirigia os assuntos da sociedade de sua cama. Ele morreu em 17 de maio de 1945, aos 84 anos.
O National Park Service e o que agora é chamado de National Parks Conservation Association continuam sendo organizações de sucesso. O Sistema de Parques Nacionais dos Estados Unidos protege mais de quatrocentos locais cobrindo uma área superior a 84 milhões de acres em todos os cinquenta estados, Washington, D.C., Samoa Americana, Guam, Porto Rico, Saipã e Ilhas Virgens. Seu trabalho para preservar a vida selvagem nos Estados Unidos também perdurou. Após sua morte, três membros da The Wilderness Society assumiram suas várias funções; Benton MacKaye o substituiu oficialmente como presidente, mas o secretário executivo Howard Zahniser e o diretor Olaus Murie dirigiram a sociedade pelas duas décadas seguintes. Zahniser também assumiu a revista da sociedade, transformando The Living Wilderness em uma publicação trimestral de sucesso.
A edição de dezembro de 1945 de The Living Wilderness foi dedicada à vida e obra de Yard; em um artigo, o co-fundador Ernest Oberholtzer escreveu que "a forma que ele [Yard] deu à Wilderness Society foi o coroamento de uma visão ao longo da vida. Ele a empreendeu com um frescor que desmentia seus anos e revelou, como nada mais poderia, o vitalidade de sua inspiração. Poucos homens na América já tiveram tal compreensão da qualidade espiritual da cena americana, e menos ainda a voz para acompanhá-la."
O efeito de Yard na Wilderness Society provou ser duradouro; ele foi responsável por iniciar a cooperação com outros grandes grupos preservacionistas, incluindo a National Park Association. Ele também estabeleceu uma aliança duradoura com o Sierra Club, fundado em 1892 pelo notável preservacionista John Muir. Esta aliança provou ser crucial durante a proposta e eventual aprovação do Wilderness Act. A lei, que foi sancionada pelo presidente Lyndon B. Johnson em 3 de setembro de 1964, foi a primeira grande vitória da The Wilderness Society. Escrito por Zahniser, permitiu ao Congresso reservar áreas selecionadas nas florestas nacionais, parques nacionais, refúgios nacionais de vida selvagem e outras terras federais, como unidades a serem mantidas permanentemente inalteradas pelos humanos. Desde a sua concepção, 111 milhões de acres foram adicionados ao Sistema Nacional de Preservação da Natureza Selvagem.